# Anderson Mazoka
Anderson K. Mazoka (Monze, 22 de marzo de 1943 – Johannesburgo, 24 de mayo de 2006) fue un político zambiano, quién fue presidente del Partido Unido para el Desarrollo Nacional (UPND), uno de los principales partidos de oposición del país. Fue candidato presidencial en las elecciones generales de 2001, en la que obtuvo el segundo lugar.

## Vida
Mazoka nació en Monze. Asistió a la Union College en 1969, en donde se graduó en ingeniería mecánica. En su tesis de grado, Mazoka diseñó y construyó un túnel aerodinámico en tan solo 10 semanas. El túnel, cuya construcción llamó la atención de los medios de comunicación, llenando el sótano de la Facultad de Ciencias e Ingeniería y estuvo en uso durante tres décadas.
En las elecciones presidenciales realizadas el 27 de diciembre de 2001, quedó en segundo lugar con un 26.76 % de los votos, siendo derrotado por Levar Mwanawasa, presidente del Movimiento por una Democracia Multipartidaria (MMD), quién obtuvo un 28.69 % de los votos.
Mazoka falleció el 24 de mayo de 2006, debido a una insuficiencia renal en Johannesburgo, Sudáfrica. Tenía 63 años. Fue sucedido como presidente del UPND por Hakainde Hichilema.
Estuvo casado con Christine Mutinta y tuvieron tres hijos biológicos: Mutinta, Pasina, Anderson Jr., y dos adoptivos: Machenje y Lundu.